# Concerto per pianoforte e orchestra n. 8 (Mozart)
Il Concerto per pianoforte e orchestra n. 8 in Do (K 246) "Lützow" fu composto da Wolfgang Amadeus Mozart nell'Aprile del 1776, per la Contessa Antonia Lützow.
Fu eseguito dallo stesso Wolfgang il 4 ottobre del 1777 a Monaco di Baviera ed il 23 febbraio 1778 a Mannheim da Therese Pierron.

## Struttura
Si compone di tre movimenti:
1. Allegro aperto
2. Andante
3. Rondeau: Tempo di minuetto